# Chillán
Chillán és una ciutat i comuna del centre/sud de Xile, ubicada a la regió de Ñuble. És capital regional i forma, juntament amb la comuna de Chillán Viejo, la conurbació Chillán. La ciutat també es coneix com a Cuna de la Patria o Tierra de Artistas.
Al nord, Chillán limita amb les comunes de San Nicolás i San Carlos, al sud amb la comuna de Chillán Viejo, a l'est amb les comunes de Pinto i Coihueco, i a l'oest amb les comunes de Quillón, Portezuelo i Ránguil.
Integra, juntament amb les comunes de Chillán Viejo, Coihueco, Pinto, San Ignacio, El Carmen, Pemuco i Yungay el Districte Electoral Nº 41 i pertany a la 13a Circumscripció Senatorial (Biobío Cordillera).
Chillán és coneguda per la seva proximitat a Termas de Chillán i els seus centres d'esquí, els quals són considerats com un dels més importants a Xile, sent un dels destins preferits per esquiar en la seva majoria per estrangers, especialment brasilers.